# Turdaș (gmina)
Turdaș – gmina w Rumunii, w okręgu Hunedoara. Obejmuje miejscowości Pricaz, Râpaș, Spini i Turdaș. W 2011 roku liczyła 1801 mieszkańców.